# ジュエリー (音楽グループ)
ジュエリー（JEWELRY）は韓国の女性4人組のアイドルグループである。2001年に韓国でデビューしてトップアイドルとなった。2004年には日本でもデビューを果たした。日本ではGIZA studio所属（ビーイング系）。2005年10月頃から日本での活動はなく、その後メンバーチェンジを経て2015年1月に解散した。代表曲は2008年のOne more time。

## 元メンバー
- チョン・ユジン（정유진）
  - 1982年3月31日（43歳）、2002年1月脱退。
  - 銀行へ入社した後、実業家と2007年に結婚。
- チョン・ウンミ（전은미）
  - 1989年12月5日（35歳）、2002年1月脱退。
  - 演劇俳優へ転身。
- イ・ジヒョン（이지현、李智賢）
  - 1983年10月12日（41歳）、2006年3月脱退。
  - サブボーカル
- チョ・ミナ（조민아、曺敏雅）
  - 1984年6月23日（40歳）、2006年12月脱退。
  - ミュージカル俳優へ転向、チョ・ハラン（조하랑）に改名して女優転身。
  - サブボーカル・和音
- パク・チョンア（박정아、朴貞雅）
  - 1981年2月24日（44歳）、2009年12月脱退。
  - メインボーカル
- ソ・イニョン（서인영、徐仁英）
  - 1984年9月3日（40歳）、2009年12月脱退。
  - サブボーカル・和音・コーラス
- キム・ウンジョン（김은정、金恩貞）
  - 1986年11月28日（38歳）、2014年3月脱退。
  - リーダー・ボーカル
- ハ・ジュヨン（하주연、夏珠妍）
  - 1986年6月16日（38歳）、2014年8月脱退。
  - サブボーカル・ラッパー。2008年加入。
- キム・イェウォン（김예원、金艺媛）1989年12月5日（35歳）
  - メインボーカル。2010年加入。身長162cm[1][2]。
  - パク・セミと共にJewelry-sとしても活動。また、KBS 2のバラエティー番組青春不敗2にも出演していた。
- パク・セミ（박세미、朴世美）
  - 1990年10月8日（34歳）
  - サブボーカル。2010年加入。

### メンバーの変遷
|                  | 年 | 2001 | 2002 | …  | 2006 | 2006 | … | 2008 | 2009 | 2010 | …  | 2014 | 2014 | 2015 |
| ---------------- | -- | ---- | ---- | -- | ---- | ---- | - | ---- | ---- | ---- | -- | ---- | ---- | ---- |
| 月               |    | １   |      | ３ | 12   |      |   | 12   |      |      | ３ | ８   |      |      |
| チョン・ユジン   |    |      |      |    |      |      |   |      |      |      |    |      |      |      |
| チョン・ウンミ   |    |      |      |    |      |      |   |      |      |      |    |      |      |      |
| イ・ジヒョン     |    |      |      |    |      |      |   |      |      |      |    |      |      |      |
| チョ・ミナ       |    |      |      |    |      |      |   |      |      |      |    |      |      |      |
| パク・チョンア   |    |      |      |    |      |      |   |      |      |      |    |      |      |      |
| ソ・イニョン     |    |      |      |    |      |      |   |      |      |      |    |      |      |      |
| キム・ウンジョン |    |      |      |    |      |      |   |      |      |      |    |      |      |      |
| ハ・ジュヨン     |    |      |      |    |      |      |   |      |      |      |    |      |      |      |
| パク・セミ       |    |      |      |    |      |      |   |      |      |      |    |      |      |      |
| キム・イェウォン |    |      |      |    |      |      |   |      |      |      |    |      |      |      |

## 来歴
- 2001年、韓国においてデビュー。「1集 - Discover」を発表。
- 2002年、パク・チョンアが日本のテレビ番組「雷波少年」（日本テレビ系列）内の企画「日韓在日合同PROJECT ラストソング」（韓国SBSとの合同企画）に参加。日韓在日合同ユニットAsian Hとして、オリジナルソングを作りながらアジア各国を旅した。「2集 - Again」を発表。
- 2003年、「3集 - Beloved」を発表。
- 2004年、ビーイング系列のレコード会社GIZA studioより日本デビュー。日本デビュー曲「ココロが止まらない」は、三枝夕夏 IN dbの三枝夕夏が作詞を担当し、ZARDや倉木麻衣らにヒット曲を提供している大野愛果が作曲を担当したもので、アニメ「モンキーターン」のオープニングテーマに起用された。同年、日本でロッテ「チョコレートビスケット」のCMに出演。
- 2005年、「4集 - Super Star」を発表。韓国アルバム音楽チャートにおいて首位を獲得。同年7月には日本向けに新たにブックレット撮影、編集、リマスタリングを行ったアルバム「SUPER STAR」およびシングル「Superstar」を発表。
  - ペ・ヨンジュン主演映画「四月の雪」に本人役で出演。劇中で「Superstar」を披露した。
  - 日本ではパク・チョンアがファッションブランドJAYROのイメージキャラクターに起用され、ブックレットの衣装やコラボレート・カフェ等でコラボレーションした。
- 2006年、3月にイ・ジヒョンが、12月にはチョ・ミナが脱退した。
- 2008年、ハ・ジュヨンとキム・ウンジョンの2名を迎えメンバーチェンジ。「5集 - Kitchi Island」を発表。収録曲の「One More Time」が大ヒットし、同年のゴールデンディスク賞デジタル音源部門大賞を受賞。
- 2009年、「6集 - Sophisticated」を発表。初期メンバーのうち残っていた2人（パク・チョンア、ソ・イニョン）が脱退し、初期メンバーが姿を消した。これに伴い、キム・ウンジョンとハ・ジュヨンの2名によるJewelry-sとして活動。
- 2010年、パク・セミ、キム・イェウォンが加入し再始動。
- 2014年3月、キム・ウンジョン脱退。
- 2014年8月、ハ・ジュヨン脱退。
- 2015年1月、所属事務所のスター帝国がJewelryの解散を正式に発表した[3]。

## ディスコグラフィー

### 韓国盤
| 枚  | 発売日 | タイトル                    |
| --- | ------ | --------------------------- |
| 1st | 2001年 | 1集-Discover                |
| 2nd | 2002年 | 2集-Again                   |
| 3rd | 2003年 | 3集-Beloved                 |
| 4th | 2005年 | 4集-Super Star              |
| 5th | 2008年 | 5集-Kitchi Island           |
| 6th | 2009年 | 6集-Sophisticated           |
| 6th | 2009年 | 6集リパッケージ-End And ... |
|     | 2011年 | デジタルシングル-Back It Up |
|     | 2011年 | デジタルシングル-PASS       |
|     | 2011年 | デジタルシングル-Step       |
|     | 2012年 | Mini Album-LOOK AT ME       |
|     | 2013年 | Mini Album-Hot&Cool         |

### 日本盤シングル
| 枚  | 発売日        | タイトル                        | 規格品番  | 作詞         | 作曲               | 編曲                         |
| --- | ------------- | ------------------------------- | --------- | ------------ | ------------------ | ---------------------------- |
| 1st | 2004年3月3日  | ココロが止まらない              | GZCA-7044 | 三枝夕夏     | 大野愛果           | 小澤正澄                     |
| 2nd | 2004年6月16日 | 胸いっぱいのこの愛を 誰より君に | GZCA-4001 | 三枝夕夏     | 大野愛果           | 小澤正澄                     |
| 3rd | 2004年8月25日 | Delight Sweet Life              | GZCA-4015 | 三枝夕夏     | 村田浩一・加藤功美 | 小澤正澄                     |
| 4th | 2005年1月19日 | 白のファンタジー                | GZCA-4032 | 三枝夕夏     | 大野愛果           | 池田大介                     |
| 5th | 2005年7月27日 | Superstar                       | GZCA-7063 | Lee, Min Woo | PKT                | Park, Sung Jun・Park, Jun Ho |

### 日本盤アルバム
| 枚  | 発売日        | タイトル      | 規格品番  |
| --- | ------------- | ------------- | --------- |
| 1st | 2005年3月9日  | JEWELRY first | GZCA-5064 |
| 2nd | 2005年7月27日 | SUPER STAR    | GZCA-5069 |

### その他
- 2002 FIFA World Cup Official Album Songs of KOREA/JAPAN（2002年5月29日） - パク・チョンアが「Asian H」のメンバーとして参加

## タイアップ一覧
- ココロが止まらない - アニメ『モンキーターン』オープニングテーマ
- 胸いっぱいのこの愛を誰より君に - アニメ『モンキーターンV』オープニングテーマ
- Delight Sweet Life - ロッテ ガーナチョコ　CMソング
- Superstar - 映画『四月の雪』劇中歌
- 君と約束した優しいあの場所まで（シングル『Superstar』収録） - アニメ『名探偵コナン』韓国版主題歌
- 謎（シングル『Superstar』収録） - 同上

## 出演CM
- 大宇自動車 マティスII （韓国）